# Bandit (Movie Park Germany)
Pour les articles homonymes, voir Bandit (homonymie).
Bandit est un parcours de montagnes russes en bois du parc Movie Park Germany, localisé à Bottrop, en Rhénanie-du-Nord-Westphalie, en Allemagne. C'est le premier parcours de montagnes russes en bois d'Allemagne.  Il a ouvert en 1999 sous le nom de Wild Wild West. Après le rachat du parc par Star Parks Europe en 2004, il a été renommé Bandit en 2005. 

## Les trains
Bandit a 2 trains de 5 wagons. Les passagers sont placés à deux sur trois rangées pour un total de 30 passagers par train. L'attraction a ouvert en 1999 avec des trains d'Intamin, qui ont été remplacés en 2001 par des trains de Premier Rides.

## Attractions similaires
- Le Cyclone (Coney Island)
- Le Psyclone (Six Flags Magic Mountain), fermé en 2006